# Belevingseconomie
Belevingseconomie of beleveniseconomie (Engels: experience economy) is een economie,
waarin niet zozeer een product of een dienst centraal staat, maar de met een product of dienst samenhangende beleving of ervaring.

In 1998 introduceerden B. Joseph Pine II en James H. Gilmore deze term in hun boek Welcome to the experience economy.

## Het ontstaan van de belevingseconomie
In de loop van de eeuwen heeft de economie een aantal stadia doorlopen. De landbouw voorzag in de behoefte van basisproducten, waarna de Industriële revolutie zorgde voor de massale verwerking van grondstoffen. Toen de grondstoffen op grote schaal verkrijgbaar waren, richtte de economische activiteit zich op het verlenen van diensten aan het grote publiek. Vervolgens werden de diensten toegesneden op het individu en als voorlopig sluitstuk kregen de mensen de mogelijkheid tot het authentiek ervaren van bepaalde producten. De belevingseconomie was hiermee een feit.
In 1970 voorspelde Alvin Toffler in zijn boek Future shock, dat er een radicale verandering in de ontwikkelde economieën op komst was. De toegenomen welvaart maakte het mogelijk om een nieuw niveau van menselijke behoeften aan te spreken. In 1992 muntte de Duitse socioloog Gerhard Schulze in dit kader de term Erlebnisgesellschaft in zijn gelijknamige boek. Hierin schreef hij dat  de consument niet alleen meer goederen aanschafte, maar er ook genoegen aan wilde beleven. Het individu zocht naar de meest bevredigende ervaring. 

In de belevingseconomie staat experiential marketing voor het actief beïnvloeden van de klant. Door emotionele waarden en behoeften aan te spreken, gaat de klant zich meer betrokken voelen bij een product. Volgens Pine en Gilmore levert deze interpretatie een unieke, eigen herinnering aan de beleving op.

## Authenticiteit
In de belevingseconomie staat authenticiteit centraal. Het product dient echt, geloofwaardig of betrouwbaar over te komen, want het is een innerlijke overtuiging, betoogt Joseph Pine.

Voor een verkoper van een product of dienst is het de kunst deze zodanig aan te prijzen, dat de klant zal zeggen: dit is precies wat ik nodig heb.
Joseph Pine was regelmatig  in Nederland en in gesprekken  kreeg hij het verwijt dat Amerikanen leefden in hun eigen kunstmatige fantasy wereld, met  Hollywood en Disneyworld als duidelijk voorbeelden. Hij antwoordde dat je over Nederland hetzelfde kunt zeggen, omdat over iedere vierkante meter is nagedacht en alle bomen in een rijtje zijn aangeplant. Als er geen dijken waren aangelegd, had Nederland niet eens bestaan.
De Amsterdamse grachten, Venetië en de Eiffeltoren  ontlenen allemaal hun faam aan de persoonlijke indrukken, die zij achterlaten. Zelfs naar het bos gaan is geen authentieke ervaring, zegt Pine, want de bomen zijn geplant, je auto is van tevoren gemaakt en de telefoon met Google Maps voorkomt, dat je verdwaalt in het woud.
De schijn van authenticiteit uitstralen is, volgens Pine, voor bedrijven noodzakelijk. Zij moeten trouw zijn aan zichzelf en ook naar hun klanten. Wanneer Amazon een product levert, dat volgens de klant niet deugt, dan stuurt het bedrijf meteen een vervangend artikel op. Dit alles om de loyaliteit van de klant te bevorderen. 

## Return on experience
Een nieuwe factor In de dienstverlening is  de Return On Experience , de prijs voor de meerwaarde van de ervaring. Pine rekent voor, dat koffiebonen voor een kopje koffie 2 tot 3 cent kosten. Daarna volgt het proces van bonen malen, branden, verpakken, dat ongeveer 50 cent per pak kost. Maar bij Starbucks betaal je minstens 5 euro voor een Caramel Frappucino voor de ambiance. Een trouwe klantenkring, die Starbucks associeert met prima koffie, goede service en een huiselijke sfeer zorgt ervoor dat het bedrijf aanzienlijk hogere prijzen  kan rekenen (pricing power).

De beleveniseconomie dient ook als basis voor een groot aantal nieuwe concepten, zoals escaperooms, instagramwaardige restaurants

en talloze virtual reality belevingsplekken.
Deze meerwaarde (de prijs per minuut van de ervaring) zal binnenkort in de horeca op de nota  apart vermeld worden.
Het financieel magazine Forbes  deed in 2021 onderzoek onder 2000 business professionals. Bijna de helft van de respondenten meldde dat ook in de naaste toekomst ervaringen, waar klanten extra voor willen betalen, topprioriteit hebben.

## Trends
Transformatie is een nieuw stadium in de ontwikkeling van de beleveniseconomie. Persoonlijke ambities zijn de drijfveer achter deze trend. Het idee is om mensen te begeleiden om doelen te bereiken. Voorwaarde is wel dat zij voortdurend data aanleveren, waardoor duidelijk is in welk stadium van verandering zij zich bevinden.

Het marketingplatform PIM brengt jaarlijks een trendrapport uit. In de editie van 2021 voorziet men voor het komende decennium een groeiende angst en onzekerheid in de maatschappij. De mensen gaan op zoek naar zekerheid, in de vorm van statistieken en andere data om een gevoel van controle te krijgen. Volgens PIM zijn de onbezorgde, optimistische tijden voorlopig voorbij. Vertrouwen en verbinding zijn de nieuwe sleutelwoorden. De klimaatverandering en de situatie van het milieu komen samen in het begrip: Naturiteit.